# Copris schoolmeestersi
Copris schoolmeestersi är en skalbaggsart som beskrevs av Teruo Ochi och Masahiro Kon 2010. Copris schoolmeestersi ingår i släktet Copris och familjen bladhorningar. Inga underarter finns listade i Catalogue of Life.